# Cichany (obwód witebski)
Cichany (biał. Ціханы; ros. Тихоны, Tichany) – wieś na Białorusi, w obwodzie witebskim, w rejonie orszańskim, w sielsowiecie Smolany.